# Рубе-Туркуен
«Рубе-Туркуен» (фр. Club Olympique de Roubaix Tourcoing) — французький футбольний клуб з міста Рубе, департаменту Нор. Клуб заснований в 1945 році після злиття трьох клубів: «Ексельсіор», «Рубе» і «Туркуен». «Рубе-Туркуен» виграв чемпіонат Франції в сезоні 1946/47. Клуб був розформований у 1970 році, після того як опустився у нижчі дивізіони французького футболу.

## Історія
«Рубе-Туркуен» був заснований в 1945 році шляхом злиття трьох клубів міста Рубе: «Ексельсіор», «Рубе» і «Туркуен».
У цьому ж році клуб отримав професійний статус і взяв участь у вищому дивізіоні чемпіонату Франції з футболу. У своїй першій грі на професійному рівні команді вдалося обіграти «Сент-Етьєн» з рахунком 3:1. Сам сезон 1945/46 команда закінчила на 3 місці, пропустивши вперед «Сент-Етьєн» на 3 очки і на 4 очки «Лілль».
У сезоні 1946/47 «Рубе-Туркуен» зміг домогтися найвищого досягнення, вигравши чемпіонат Франції. Команда набрала 53 очки в 38 матчах і закінчила сезон на першому місці, обійшовши «Реймс» і «Страсбур» на 4 очки.
У наступні роки «Рубе-Туркуен» закінчував чемпіонати в середині таблиці, а в сезоні 1954/55, посівши останнє 18 місце, покинув Лігу 1.
У загальній складності на найвищому рівні клуб провів 10 сезонів. Наступні 8 сезонів клуб на середніх позиціях виступав у другому по силі дивізіоні Франції.
У 1963 році «Рубе-Туркуен» закінчив сезон на 14 місці і був змушений покинути Лігу 2 і вилетіти в третій напівпрофесійний дивізіон. З фінансових причин клуб відмовився від професійного статусу. У цей момент футбольний клуб «Рубе», на основі якого і був заснований «Рубе-Туркуен», вирішив відокремитися і отримати незалежність.
З 1963 по 1970 рік команда виступала в регіональній лізі. В цей момент інший футбольний клуб «Ексельсіор» вирішив отримати свою незалежність для виступу в Лізі 3.
Коли «Рубе-Туркуен» залишився без підтримки двох фундаментальних клубів «Ексельсіор» і «Рубе», він був розформований. Це сталося 15 червня 1970 року.

## Досягнення
- Ліга 1
  - Чемпіон: 1947